# Stanisław Leśniewski

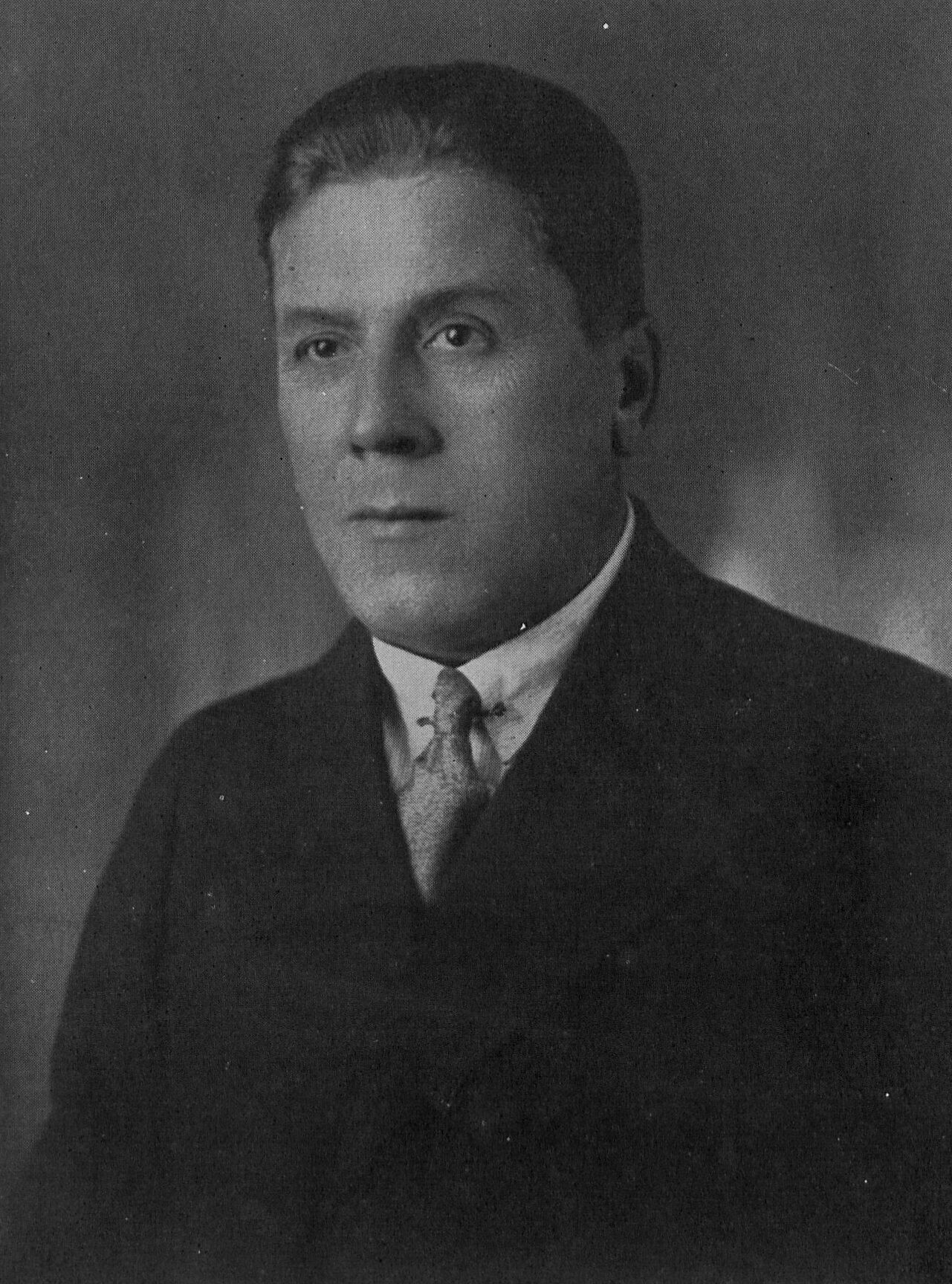
Stanisław Leśniewski (ca. 1910)

Stanisław Leśniewski [sta'ɲiswaf lɛ'ɕɲɛfski] (* 30. März 1886 in Serpuchow; † 13. Mai 1939 in Warschau) war ein polnischer Philosoph, Mathematiker und Logiker.

## Biografie
Stanisław Leśniewski wurde zwar in Russland geboren, er stammte aber aus einer polnischen Familie. Sein Vater arbeitete als Eisenbahningenieur im Russischen Kaiserreich und zog viel umher. Deswegen besuchte Leśniewski das Gymnasium in Irkutsk.
Danach studierte Leśniewski Mathematik und Philosophie. So hörte er Vorlesungen von Hans Cornelius über Philosophie in München und bei Wacław Sierpiński in Lemberg Mathematik. Betreuer seiner Dissertation dort war Kazimierz Twardowski, der Begründer der Lemberg-Warschau-Schule in der Logik, zu deren führendem Kopf Leśniewski später neben Jan Łukasiewicz werden würde.
Im Polnisch-Sowjetischen Krieg (1919–1921) arbeitete Leśniewski im Auftrag des polnischen Generalstabes als Kryptoanalytiker im Biuro Szyfrów (deutsch „Chiffren-Büro“) erfolgreich an der Entzifferung der auf sowjetischer Seite eingesetzten Kodes.
1919, mit der Neugründung des polnischen Staates, bekam Leśniewski einen Lehrstuhl für Philosophie der Mathematik an der Universität Warschau. Philosophisch war seine Position die des Reismus, eines radikalen Nominalismus. Er formulierte seine Kritik an der klassischen Mathematik, insbesondere der Mengenlehre, die nach seiner Auffassung von der Russellschen Antinomie erschüttert wurde. Ihre nachfolgende Axiomatisierung durch Ernst Zermelo lehnte er ebenfalls ab. Als Ersatz für die Mengenlehre entwickelte er die Mereologie.
Leśniewski publizierte zu seinen Lebzeiten nur einige hundert Seiten, verfasste aber eine weitaus größere Menge an handschriftlichen Notizen, die er in seinen Vorlesungen verwendete, die aber bei seinem Tode unveröffentlicht geblieben waren. Diese Papiere wurden in der Universität Warschau gelagert und während der Niederschlagung des Warschauer Aufstandes durch deutsche Truppen im August oder September 1944 komplett vernichtet. Durch die Arbeit seiner Studenten Bilich, Mieczyslaw Choynowski, Henryk Hiz, Kreczmer, Lejewski und Bolesław Sobociński blieben Abschriften über den Zweiten Weltkrieg hinaus erhalten.

## Veröffentlichungen
- Über Funktionen, deren Felder Gruppen mit Rücksicht auf diese Funktionen sind. In: Fundamenta Mathematicae. Band 13, 1929, S. 319–332, (Digitalisat).
- Grundzüge eines neuen Systems der Grundlagen der Mathematik. In: Fundamenta Mathematicae. Band 14, 1929, S. 1–81, (Digitalisat).
- Über Funktionen, deren Felder Abelsche Gruppen in bezug auf diese Funktionen sind. In: Fundamenta Mathematicae. Band 14, 1929, S. 242–251, (Digitalisat).